# Scarus taeniopterus
Espèce
Statut de conservation UICN

 LC  : Préoccupation mineure
Scarus taeniopterus est un poisson perroquet des récifs tropicaux.

## Description et caractéristiques
Ce poisson-perroquet mesure en général 20 à 25 cm de long.

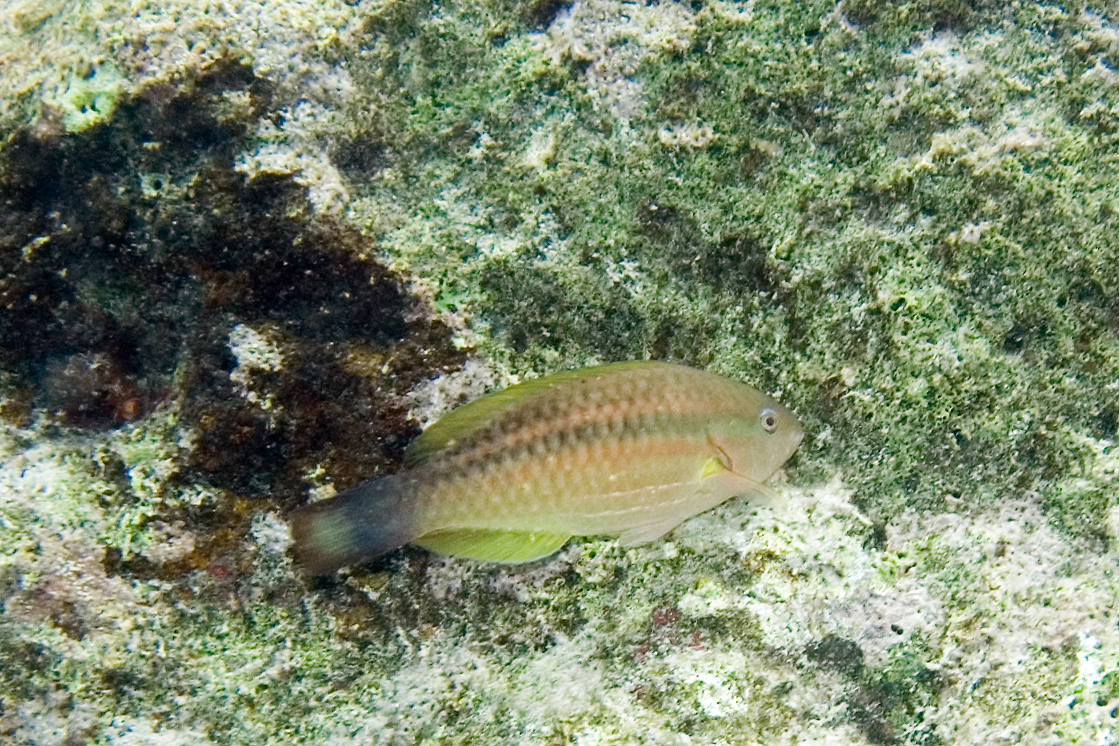
Phase initiale (femelle)
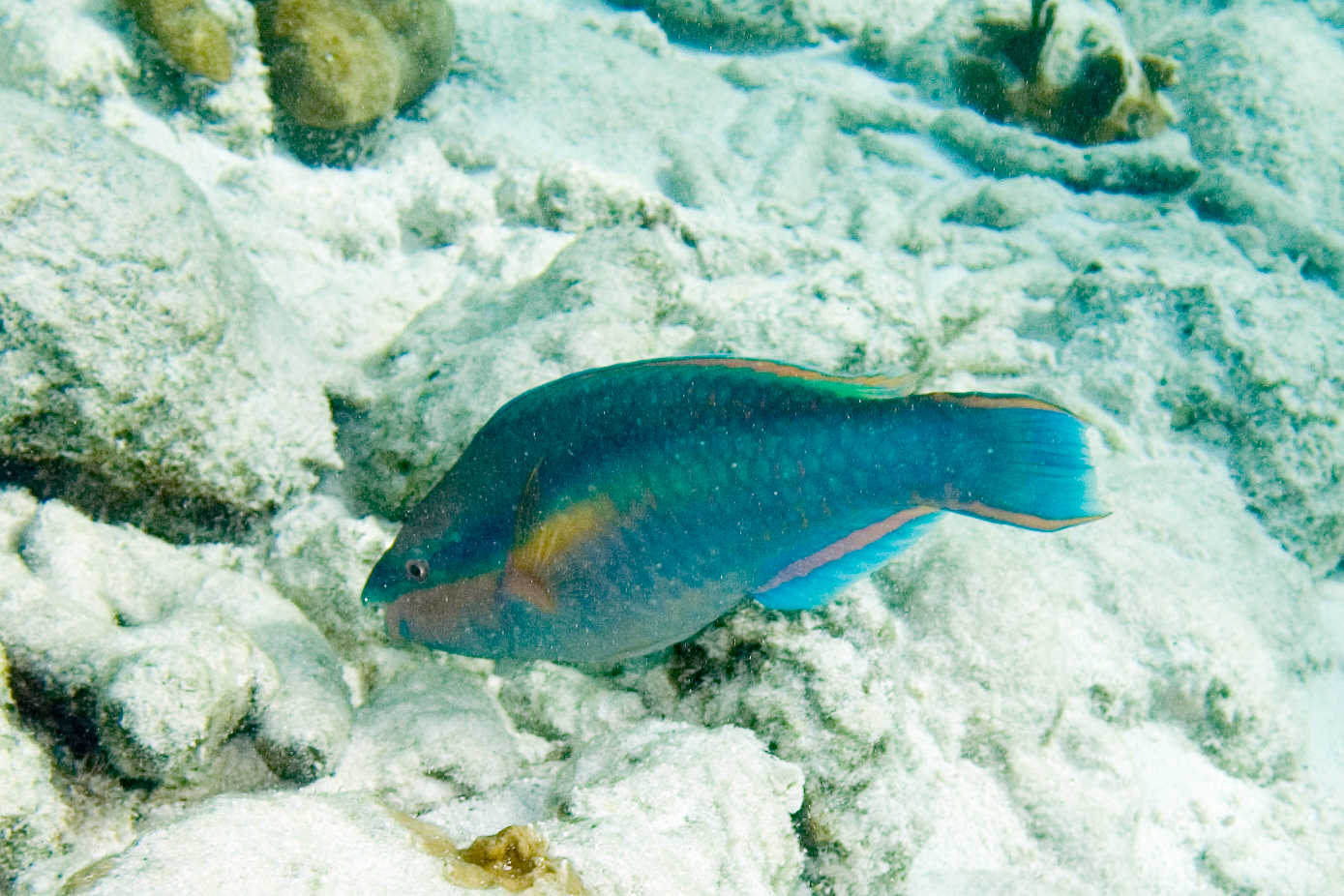
Phase finale (mâle)

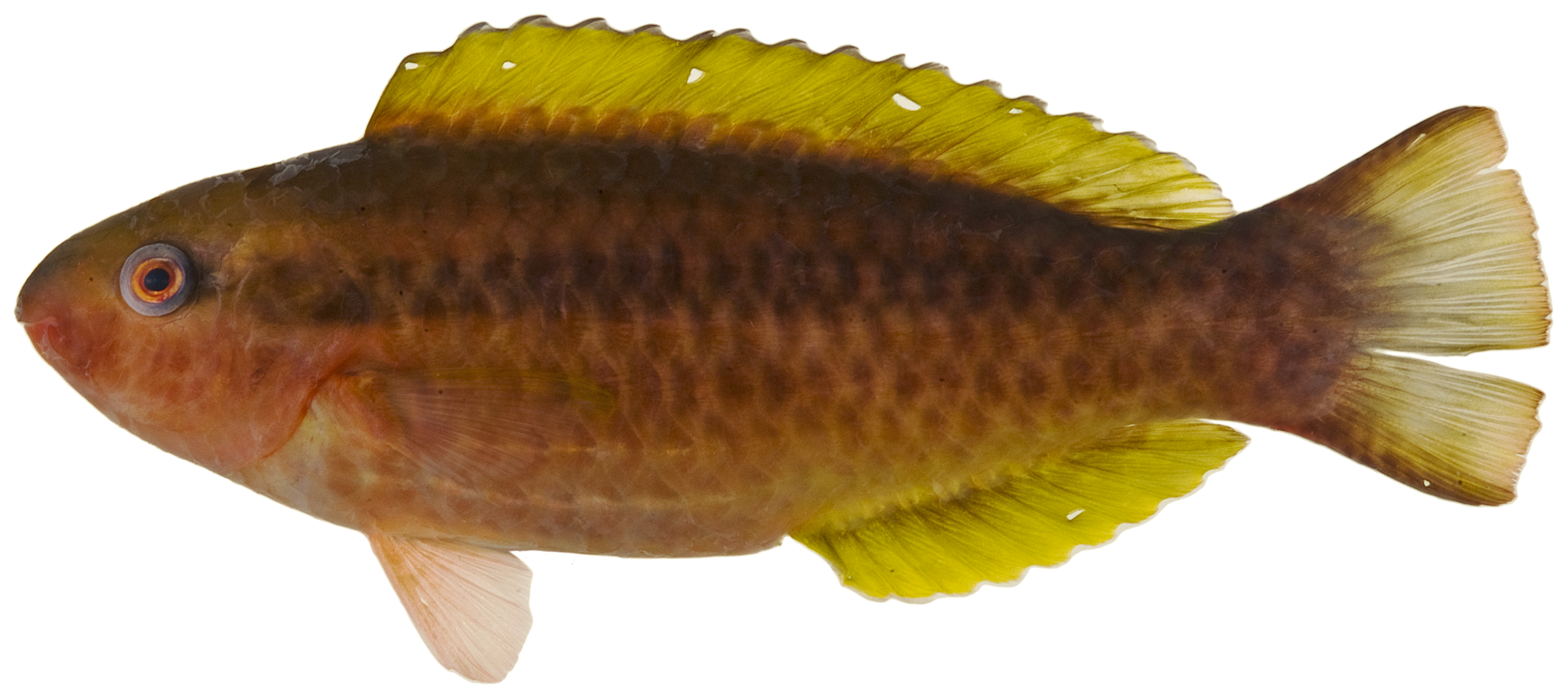
Phase initiale (femelle)
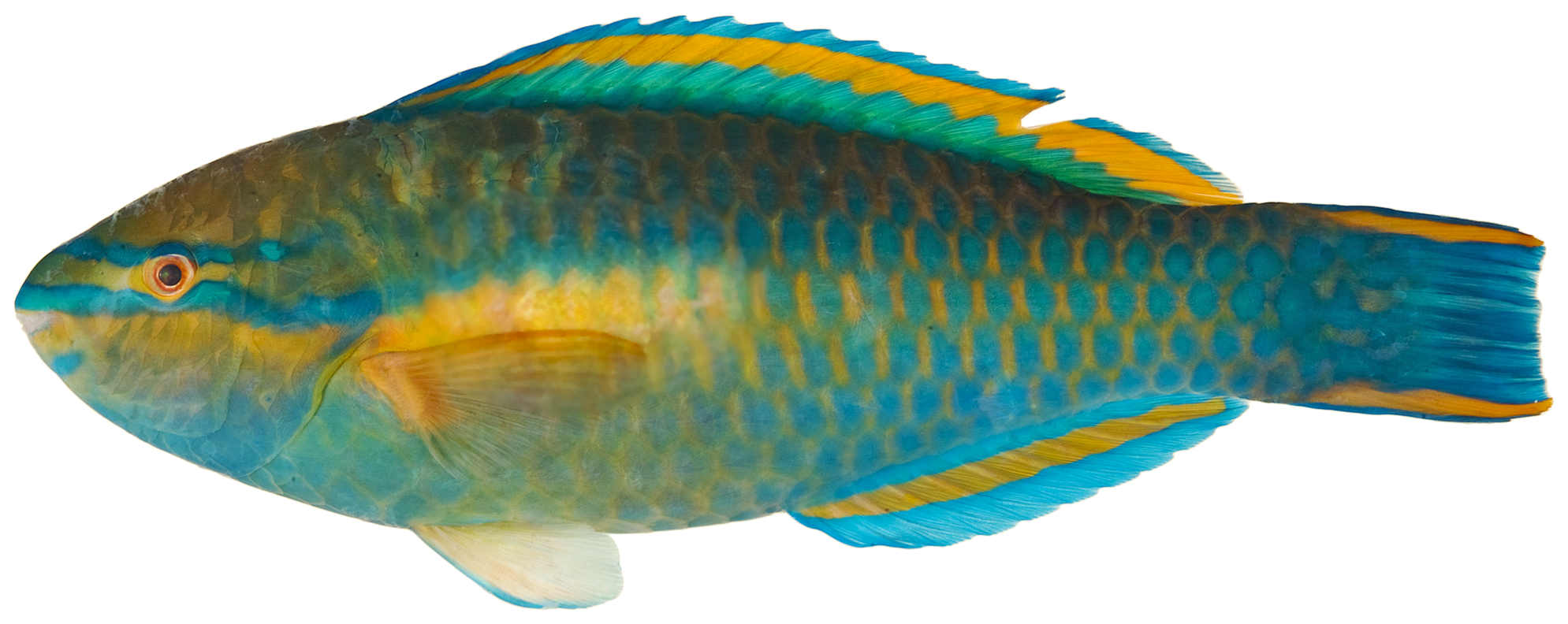
Phase finale (mâle)

## Habitat et répartition
Ce perroquet peut être trouvé aux Caraïbes, au sud de la Floride, aux Bahamas et aux Bermudes.
Son habitude, semblable à celle d'autres poissons perroquets, est de nager sur les récifs et les bancs de sable au cours la journée, à des profondeurs entre 3 et 25 mètres, en broutant les algues dont il se nourrit.